# Epidendrum puteum
Epidendrum puteum là một loài thực vật có hoa trong họ Lan. Loài này được Standl. & L.O.Williams mô tả khoa học đầu tiên năm 1953.